# 하나투어
하나투어그룹(HanaTour Service Inc/ www.hanatour.com)은 1993년 설립된 여행 종합 기업으로, 23개 계열사와 전세계 35개 네트워크를 보유하고 있다. 2000년 업계최초 코스닥 시장에 상장한 이래(2011년 유가증권 이전 상장), 2006년에는 세계 3대 증권시장 중 하나인 런던증권거래소(LSE)에 상장하였다.

## 연혁
- 1993년 11월 : 국일여행사(현 모두투어)에서 독립하여 (주)국진여행사 창립
- 1996년 3월 : (주)하나투어로 상호변경
- 2000년 11월 : 업계 최초 코스닥 상장, 거래 개시
- 2006년 11월 : 코스닥 상장사 최초 런던증권거래소 상장
- 2011년 7월 : 하나투어, 모두투어 합작법인 '호텔앤에어닷컴' 설립
- 2011년 11월 : 코스피(유가증권시장) 이전 상장
- 2012년 11월 : 하나투어 1호 호텔, 센터마크호텔 개관
- 2013년 8월 : 여행정보무료서비스 투어팁스 정식 오픈, 문화공연티켓예매사이트 「하나프리티켓」오픈
- 2013년 9월 : 박상환 대표이사 회장, <제 40회 관광의 날 관광진흥유공 금탑산업훈장> 수상
- 2013년 10월 : 2호 호텔 티마크호텔 명동 개관
- 2015년 3월 : 면세점 유통사업 진출 (인천국제공항 중소중견구역 면세점사업자 낙찰)
- 2015년 4월 : 티마크 시티호텔 삿뽀로 오픈
- 2015년 11월 : 에스엠면세점, 인천공항점 오픈
- 2016년 1월 : 하나투어 박상환 대표이사 회장, 김진국 대표이사 사장 체제 출범
- 2016년 3월 : 능률협회컨설팅 선정 '2016 한국산업의 브랜드파워(K-BPI)' 및 브랜드스탁 선정 '대한민국 브랜드스타' 여행사부문 12년 연속 1위 인증
- 2016년 4월 : 에스엠면세점, 인사동점 오픈
- 2016년 6월 : '티마크그랜드호텔명동 개관
- 2016년 6월 : 소비자중심경영(CCM) 재인증 획득

## 하나투어 여행박람회
매년 경기도 고양 킨텍스와 부산 벡스코에서 열리지고 있으며 대한민국 국민들의 해외여행에 관한 정보와 관광지 소개를 목적으로 해외 각국의 관광청, 지자체가 참가하고 있으며 국내여행을 목적으로 국내 지자체도 참가한다.
박람회 기간 중에 해외여행 및 국내여행 상담을 받을 수 있도록 상담창구가 설치되고 있다.

### 전시구성
- 유럽관

- 동남아관

- 미주관

- 남태평양관

- 중국관

- 일본관

- 한국관(국내여행관)

- 테마관

- 허니문관

## 사건사고
2017년 9월 28일 해커집단의 공격으로 100만여 명의 이름, 전화번호, 주민등록번호를 포함한 개인정보가 유출되었다. 2004년 10월부터 2007년 8월 사이에 만들어진 계정에 한한다.